# جبل الجرمق
جبل الجرمق (أو جبل ميرون)، هو جبل يقع في منطقة الجليل الأعلى في فلسطين. له أهمية خاصة في التقاليد الدينية اليهودية وأُعلن أجزاء منه محمية طبيعية. يبلغ ارتفاع الجبل 1204 مترًا (3950 قدمًا) فوق مستوى سطح البحر، ويعد أعلى قمة في فلسطين داخل الخط الأخضر. هناك العديد من القمم في مرتفعات الجولان (مثل جبل الشيخ) التي ضمتها إسرائيل في عام 1981 ارتفاعاتها أعلى من ذلك.

## التاريخ وأصل التسمية
يعود الاسم السرياني للجبل (جبل الجرمق) إلى الجرامقة وهم إحدى الشعوب التي تواجدت في شمال العراق أثناء العصور الوسطى. كان الجرامقة من المسيحيين السريان. يعتقد أن تسميتهم تعود إلى منطقة بيث جرمايي أو باجرمي أي بيت العظام في السريانية وألتي قرب كركوك حالياً. تكلم المؤرخون عن الجرامقة عن كونهم قوم سكن في الموصل وأطرافها. واختلف في أصلهم فمنهم من نسبهم للفرس، أما المسعودي في كتابة التنبيه والأشراف نسبهم إلى الكلدان ألذين حكموا بابل والمنطقة في القرن السابع والسادس قبل الميلاد. كما ذكر صاعد الأندلسي في كتابه طبقات الأمم أن الجرامقة من الكلدان ويتكلمون السريانية.
قال عنه ياقوت الحموي: «ووادي الجرمق، كثير الأترج والليمون... قتل فيه علي بن الحسين بن محمد بن أحمد بن جميع الغساني أخو أبي الحسين، بعد سنة 450 هـ».
قام إبراهيم باشا أثناء الحكم المصري لفلسطين بمنح بعض ليهود المسثمرين الفرنسيين نصف قرية الجرمق الواقعة على سفح الجبل.

## جغرافيا
تكسوه الثلوج أحيانًا في فصل الشتاء، ويبلغ متوسط الأمطار فيه حوالي 1000 ملم. ومن الأمطار التي تسقط على الجرمق وتتجمع تتفرع عدة أودية مخصبة لجهة الشمال الغربي والشمال الشرقي والشرق. وليس من واد يمتد إلى الجنوب. ومن هذه الأودية:
- أمطار السفوح الشرقية للجرمق تجري نحو الجنوب الشرقي لتشكل وادي العامود نحو بحيرة طبريا[10]
- تجمُع أمطار السفوح الجنوبية الشرقية لكتلة الجرمق تتجمع في وادي سلامة وتجري إلى الجنوب الشرقي لتصب في بحيرة طبريا إلى الجنوب من وادي العامود[11]
- أمطار سفوح جبل الجرمق الشمالية تشكل وادي القرن الذي يجري غربا ويصبّ في المتوسط عند وادي قرية الزيب[12]
- يجمع وادي الحنداج وروافده مياه الإمطار الساقطة عل السفوح الشمالية الشرقية

## قرى ومدن الجبل
أنشأت إسرائيل قواعد عسكرية على قمة الجبل، فيما تقع مدينة صفد على منحدرات الجبل وقرى الجش وبيت جن والقرى المدمرة سعسع والمنصورة.